# Як все сталось
«Як все сталось» (англ. How It Happened) — науково-фантастичне гумористичне оповідання американського письменника Айзека Азімова, опубліковане весною 1979 року в журналі Asimov's SF Adventure Magazine. Оповідання ввійшло до збірки «Вітри перемін та інші історії» (1983).

## Сюжет
Письменник Мойсей вирішив надиктувати своєму братові Аарону літературний твір про створення Всесвіту. Але той порадив йому скоротити сюжет до шести днів, щоб публікація твору була комерційно прибутковою.